# (904) Rockefellia
(904) Rockefellia est un astéroïde de la ceinture principale découvert par l'astronome allemand Max Wolf le 29 octobre 1918.
Son nom fait référence à John Davison Rockefeller.